# NGC 1791
NGC 1791 је расејано звездано јато у сазвежђу Трпеза које се налази на NGC листи објеката дубоког неба.
Деклинација објекта је - 70° 10' 8" а ректасцензија 4h 59m 6,6s. Привидна величина (магнитуда) објекта NGC 1791 износи 13,1 а фотографска магнитуда 13,5. NGC 1791 је још познат и под ознакама ESO 56-SC41.